# Phaseolus sonorensis
Phaseolus sonorensis là một loài thực vật có hoa trong họ Đậu. Loài này được Standl. miêu tả khoa học đầu tiên.